# Chaitophorus dorocolus
Chaitophorus dorocolus är en insektsart. Chaitophorus dorocolus ingår i släktet Chaitophorus och familjen långrörsbladlöss. Inga underarter finns listade i Catalogue of Life.